# 오로카모노가타리
《오로카모노가타리》(愚物語)는 니시오 이신의 청춘 괴이 소설이다. 〈이야기〉 시리즈의 통권 19권째로, 고단샤BOX 레이블에서 2015년 10월 5일에 간행되었다. 일러스트는 VOFAN이 담당했다.

## 개요
현대의 괴이를 그린 《끝 이야기》에서 완결된 〈이야기〉 시리즈의 그 뒤를 그리는 〈이야기〉 시리즈 오프 시즌의 제1탄. 그렇기 때문에, 지금까지의 시리즈 전 작품에서 등장하고 있던 주인공 아라라기 코요미(阿良々木暦)는 이 작품에서는 등장하지 않는다.
수록된 에피소드는 오이쿠라 소다치(老倉育)의 뒷 이야기 「소다치 피아스코」, 칸바루 스루가(神原駿河)의 뒷 이야기 「스루가 본 헤드」, 아라라기 츠키히(阿良々木月火)의 뒷 이야기 「츠키히 언두」의 3화로 구성되어 있다. 작가 니시오의 후기에서는 「3명의 어리석은 소녀가 주인공인 이야기집」라고 나온다.
패키지 일러스트에는 마법소녀를 연기하는 오노노키 요츠기(斧乃木余接)가 그려져 있다.
오리콘 조사에 따르면, 추정 매상 부수는 2015년 10월 5일부터 10월 11일 1주일 동안 80110부로, 이 주의 BOOK 총합 랭킹에서 1위가 되었다.

## 줄거리

### 소다치 피아스코
고교 3학년 때 11월. 사립나오에츠고교(私立直江津高校)에서 시시쿠라사키고교(公立宍倉崎高校)로 전학한 오이쿠라 소다치는 심기일전으로 친구를 만들기로 했으나 자기소개에서 실패한다.

### 스루가 본헤드
스루가가 고교 3학년이 되어, 누마치 로우카(沼地蝋花)와의 대결을 마친 어느 날의 일. 스루가는 선배인 코요미와 싸움을 하고 혼자서 어지러운 방을 정리하고 있었다. 스루가는 청소중에 쓰레기 속에서 마른 왼손의 미라를 발견한다. 한때 스루가에게 빙의한 「레이니 데빌」의 잔해는 누마치 로우카에게 빼앗겨, 오시노 시노부(忍野忍)에 의해 처리되었을 터였다. 어느샌가 나타난 오시노 오우기(忍野扇)에게 불의로 말을 걸어 깜짝 놀란 스루는 왼손의 미라를 던져버린다. 날아간 왼손은 밀기울에 꽂혀 있었지만, 그 손에는 수수께끼의 편지가 쥐어져 있었다. 스루가와 오우기는 밀기울 속에서 나타난 그 한 통의 편지의 수수께끼를 풀어나간다.

### 츠키히 언두
아라라기 츠키히의 정체는 불사조의 괴이 「두견새」이다. 오노노키 요츠기(斧乃木余接)는 괴이 전문가인 카게누이 요즈루(影縫余弦)의 명령으로 그 불사조의 감시를 위해 아라라기 가에서 「등신대의 인형」이라는 설정으로 눌러앉고 있었다. 그러나, 어느 날 아이스크림을 먹고 있는 곳을 츠키히에게 보여버리고 만다. 요츠키는 재빨리 움직이지 않는 척을 했지만, 츠키히는 무슨 수를 써서라도 그 정체를 파헤치려고 한다. 급기야 츠키히는 기름을 요츠기 위에 뿌려 불을 붙이기 시작했다. 어쩔 수 없이, 요츠기는 마법소녀 행세를 하며 견디려 하려는 것이었다.